# ژان-کلود ونیه
ژان-کلود ونیه (فرانسوی: Jean-Claude Vannier‎؛ زادهٔ ۴ مارس ۱۹۴۳) خواننده-ترانه‌پرداز، آهنگساز، تنظیم‌کننده و موسیقی‌دان اهل فرانسه است. به وی موسیقی‌دان مهم در کشورش محسوب می‌شود اندی وتل، منتقد موسیقی به تأثیرات موسیقیِ شرقی او اشاره نمود و او را در کنار سرژ گنزبور و جین برکین، نماد فرهنگ پاپ دهه ۱۹۷۰ فرانسه معرفی کرد.
وی با هنرمندانی چون جارویس کوکر، بریژیت فورتن، میک هاروی، مایک پاتن، باربارا، آلن باشونگ، ژیلبر بکو، دالیدا، کلود فرانسوا، فرانس گال، ژولیت گرکو، فرانسواز اردی، ژاک ایژلا، مورت شومن، الیس رجینا، آستور پیاتزولا، ژرژ موستاکی، میشل لوگران، کارول لورا، کاترین لارا همکاری داشته‌است.
از فیلم‌هایی که وی در آن‌ها نقش داشته‌است، می‌توان به اوژن لابیش و پنج‌شنبه سیاه اشاره نمود.